# Osmaci (Republika Serbska)
Osmaci (cyr. Осмаци) – wieś w Bośni i Hercegowinie, w Republice Serbskiej, siedziba gminy Osmaci. W 2013 roku liczyła 933 mieszkańców.